# Billard-Artistique-Europameisterschaft
Die Billard Artistique-Europameisterschaft wird seit 1947 in unregelmäßigen Abständen in der Karambolagevariante Billard Artistique ausgetragen. Ausgerichtet wird sie vom europäischen Karambolagebillard-Verband CEB (Confédération Européenne de Billard).

## Allgemeines
Ab der Saison 2012/13 werden die Europameisterschaften in einem 10-tägigen Mammutturnier mit allen Disziplinen alle zwei Jahre in Brandenburg an der Havel ausgetragen.
Rekordsieger ist der Belgier Raymond Steylaerts, aktueller Titelträger (Stand 2025) ist Thomas Ahrens aus Deutschland.

## Modus
Bis 1989 wurden die erzielten Punkte bewertet. Danach wurde im Satzsystem gespielt. Die Prozentzahl gibt an, wie viele Punkte der maximal möglichen Punkte der gespielten Figuren erzielt wurden.

## Ewigenliste
Aufgeführt sind nur Spieler mit mindestens einer Goldmedaille.
| Platz | Spieler            | Gold | Silber | Bronze | ∑  |
| ----- | ------------------ | ---- | ------ | ------ | -- |
| 1     | Raymond Steylaerts | 14   | 8      | 3      | 25 |
| 2     | René Vingerhoedt   | 6    | 2      | -      | 8  |
| 3     | Léo Corin          | 4    | 6      | 3      | 13 |
| 4     | Jean Bessems       | 4    | 1      | 3      | 8  |
| 5     | Thomas Ahrens      | 4    | 1      | 2      | 7  |
| 6     | Joaquín Domingo    | 3    | 5      | 2      | 10 |
| 7     | Serdar Gümüş       | 3    | 1      | 1      | 5  |
| 8     | Xavier Fonellosa   | 2    | 4      | 3      | 9  |
| 9     | Madou Touré        | 2    | –      | 1      | 3  |
| 10    | Walter Bax         | 1    | 3      | 3      | 7  |
| 11    | Jean Reverchon     | 1    | 1      | 5      | 7  |
| 12    | Eric Daelman       | 1    | –      | 2      | 3  |
| 13    | Haci Arap Yaman    | 1    | –      | 1      | 2  |
|       | Baris Çin          | 1    | –      | 1      | 2  |
| 15    | Sander Jonen       | 1    | –      | –      | 1  |
|       | Herman de Jager    | 1    | –      | –      | 1  |
|       | Erik Vijverberg    | 1    | –      | –      | 1  |
|       | Hector Cuadrado    | 1    | –      | –      | 1  |

## Turnierstatistik
| Nr. | Jahr | Ort                   | Sieger             | P. / %  | Platz 2            | P. / %  | Platz 3 (ab 1995:Halbfinalisten) | P. / %  |
| --- | ---- | --------------------- | ------------------ | ------- | ------------------ | ------- | -------------------------------- | ------- |
| 01  | 1947 | Paris                 | René Vingerhoedt   | 247     | Roger de Becker    | 223     | Richard Kron                     | 172     |
| 02  | 1948 | Marseille             | René Vingerhoedt   | 260     | Roger de Becker    | 229     | Roger de Becker                  | 194     |
| 03  | 1949 | Antwerpen             | René Vingerhoedt   | 294     | Roger de Becker    | 244     | Roger Hanoun                     | 244     |
| 04  | 1950 | Barcelona             | René Vingerhoedt   | 258     | Raymond Steylaerts | 245     | Roger de Becker                  | 237     |
| 05  | 1951 | Amsterdam             | René Vingerhoedt   | 256     | Raymond Steylaerts | 246     | Roger de Becker                  | 191     |
| 06  | 1952 | Bordeaux              | Joaquín Domingo    | 267     | René Vingerhoedt   | 254     | Roger de Becker                  | 233     |
| 07  | 1953 | / Bône                | René Vingerhoedt   | 226     | Joaquín Domingo    | 218     | Piet Kruythof                    | 200     |
| 08  | 1954 | Madrid                | Raymond Steylaerts | 302     | Joaquín Domingo    | 231     | Francisco Munte                  | 203     |
| 09  | 1955 | Paris                 | Raymond Steylaerts | 270     | Joaquín Domingo    | 258     | Francisco Munte                  | 199     |
| 10  | 1956 | Madrid                | Raymond Steylaerts | 317     | Joaquín Domingo    | 284     | Guy Lachmann                     | 224     |
| 11  | 1957 | Saarbrücken           | Raymond Steylaerts | 214     | August Tiedtke     | 159     | Piet Kruythof                    | 141     |
| 12  | 1959 | Madrid                | Raymond Steylaerts | 249     | René Vingerhoedt   | 212     | Joaquín Domingo                  | 188     |
| 13  | 1961 | San Sebastián         | Raymond Steylaerts | 222     | Joaquín Domingo    | 192     | Francisco Munte                  | 183     |
| 14  | 1962 | Murcia                | Raymond Steylaerts | 242     | Guy Lachmann       | 203     | Francisco Munte                  | 202     |
| 15  | 1968 | Lyon                  | Joaquín Domingo    | 292     | Raymond Steylaerts | 242     | Ricardo Fernandez                | 236     |
| 16  | 1969 | Alicante              | Joaquín Domingo    | 246     | Raymond Steylaerts | 240     | Francisco Munte                  | 220     |
| 17  | 1973 | St. Vincent           | Raymond Steylaerts | 255     | Léo Corin          | 228     | Joaquín Domingo                  | 203     |
| 18  | 1975 | Dortmund              | Raymond Steylaerts | 265     | Léo Corin          | 265     | Ricardo Fernandez                | 246     |
| 19  | 1976 | Amersfoort            | Raymond Steylaerts | 287     | Léo Corin          | 256     | Ricardo Fernandez                | 217     |
| 20  | 1977 | Brüssel               | Raymond Steylaerts | 307     | Claudio Nadal      | 307     | Léo Corin                        | 302     |
| 21  | 1978 | St. Maur              | Raymond Steylaerts | 252     | Léo Corin          | 246     | Valentin Almerich                | 239     |
| 22  | 1979 | Barcelona             | Claudio Nadal      | 292     | Ricardo Fernandez  | 258     | Raymond Steylaerts               | 245     |
| 23  | 1980 | Zürich                | Léo Corin          | 320     | Claudio Nadal      | 272     | Raymond Steylaerts               | 272     |
| 24  | 1981 | Apeldoorn             | Hans de Jager      | 337     | Raymond Steylaerts | 328     | Léo Corin                        | 325     |
| 25  | 1982 | Sant Boi de Llobregat | Raymond Steylaerts | 316     | Claudio Nadal      | 314     | Jean Bessems                     | 300     |
| 26  | 1983 | Linz                  | Raymond Steylaerts | 302     | Léo Corin          | 293     | Jean Bessems                     | 267     |
| 27  | 1984 | Bendorf               | Léo Corin          | 320     | Francis Connesson  | 308     | Jean Bessems                     | 307     |
| 28  | 1985 | Spoleto               | Léo Corin          | 280     | Jean Bessems       | 257     | Ricardo Fernandez                | 258     |
| 29  | 1986 | Bruay-sur-l’Escaut    | Jean Bessems       | 343     | Léo Corin          | 320     | Frans Belderbos                  | 318     |
| 30  | 1987 | Gorssel               | Jean Bessems       | 389     | Raymond Steylaerts | 326     | Léo Corin                        | 322     |
| 31  | 1988 | Dongen                | Jean Bessems       | 342     | Jan Brunnekreef    | 320     | Xavier Fonellosa                 | 287     |
| 32  | 1989 | Wilrijk               | Jean Bessems       | 361     | Xavier Fonellosa   | 301     | Jean Reverchon                   | 276     |
| 33  | 1990 | Gubbenvorst           | Léo Corin          | 71,71 % | Angelo Casales     | 58,66 % | Rob Scholtes                     | 60,76 % |
| 34  | 1991 | Barcelona             | Jean Reverchon     | 68,60 % | Jordi Oliver       | ? %     | Andreas Horvath                  | ? %     |
| 35  | 1994 | Aartselaar            | Thomas Ahrens      | 71,95 % | Xavier Fonellosa   | 71,93 % | Raymond Steylaerts               | 74,58 % |
| 36  | 1995 | Berkel-Enschot        | Xavier Fonellosa   | 74,40 % | Raymond Steylaerts | 72,34 % | Thomas Ahrens                    | 67,78 % |
| 36  | 1995 | Berkel-Enschot        | Xavier Fonellosa   | 74,40 % | Raymond Steylaerts | 72,34 % | Ger Holka                        | 65,01 % |
| 37  | 1996 | Niederanven           | Madou Touré        | 70,35 % | Thomas Ahrens      | 68,26 % | Xavier Fonellosa                 | 71,62 % |
| 37  | 1996 | Niederanven           | Madou Touré        | 70,35 % | Thomas Ahrens      | 68,26 % | Bernd Singer                     | 68,23 % |
| 38  | 1997 | Çeşme                 | Walter Bax         | 71,56 % | Jean Reverchon     | 74,85 % | Madou Touré                      | 70,23 % |
| 38  | 1997 | Çeşme                 | Walter Bax         | 71,56 % | Jean Reverchon     | 74,85 % | Serdar Gümüş                     | 68,23 % |
| 39  | 2000 | Thumesnil             | Thomas Ahrens      | 72,28 % | Xavier Fonellosa   | 62,62 % | Jean Reverchon                   | 70,33 % |
| 39  | 2000 | Thumesnil             | Thomas Ahrens      | 72,28 % | Xavier Fonellosa   | 62,62 % | Walter Bax                       | 68,73 % |
| 40  | 2003 | Challans              | Thomas Ahrens      | 67,54 % | Jürgen Goris       | 67,13 % | Jean Reverchon                   | 70,54 % |
| 40  | 2003 | Challans              | Thomas Ahrens      | 67,54 % | Jürgen Goris       | 67,13 % | Walter Bax                       | 70,36 % |
| 41  | 2005 | Sivas                 | Madou Touré        | 68,44 % | Walter Bax         | 65,78 % | Thomas Ahrens                    | 67,61 % |
| 41  | 2005 | Sivas                 | Madou Touré        | 68,44 % | Walter Bax         | 65,78 % | Sander Jonen                     | 65,11 % |
| 42  | 2007 | Malatya               | Serdar Gümüş       | 69,66 % | Kevin Tran         | 71,24 % | Eric Daelman                     | 66,45 % |
| 42  | 2007 | Malatya               | Serdar Gümüş       | 69,66 % | Kevin Tran         | 71,24 % | Xavier Fonellosa                 | 61,04 % |
| 43  | 2009 | Gubbenvorst           | Sander Jonen       | 71,44 % | Xavier Fonellosa   | 74,14 % | Kevin Tran                       | 59,64 % |
| 43  | 2009 | Gubbenvorst           | Sander Jonen       | 71,44 % | Xavier Fonellosa   | 74,14 % | Eric Daelman                     | 63,00 % |
| 44  | 2013 | Brandenburg/Havel     | Eric Daelman       | 77,58 % | Serdar Gümüş       | 63,99 % | Walter Bax                       | 66,24 % |
| 44  | 2013 | Brandenburg/Havel     | Eric Daelman       | 77,58 % | Serdar Gümüş       | 63,99 % | Jean Reverchon                   | 64,60 % |
| 45  | 2015 | Brandenburg/Havel     | Serdar Gümüş       | 70,09 % | Walter Bax         | 68,23 % | Erik Vervliet                    | 71,62 % |
| 45  | 2015 | Brandenburg/Havel     | Serdar Gümüş       | 70,09 % | Walter Bax         | 68,23 % | Baris Çin                        | 70,16 % |
| 46  | 2017 | Brandenburg/Havel     | Serdar Gümüş       | 66,31 % | Walter Bax         | 68,63 % | Jop de Jong                      | 67,56 % |
| 46  | 2017 | Brandenburg/Havel     | Serdar Gümüş       | 66,31 % | Walter Bax         | 68,63 % | Jean Reverchon                   | 67,02 % |
| 47  | 2019 | Brandenburg/Havel     | Erik Vijverberg    | 66,14 % | René Dericks       | 67,58 % | Marvin Heinrich                  | 64,70 % |
| 47  | 2019 | Brandenburg/Havel     | Erik Vijverberg    | 66,14 % | René Dericks       | 67,58 % | Kevin Tran                       | 58,58 % |
| 48  | 2022 | Gandia                | Hector Cuadrado    | 67,48 % | Kevin Tran         | 81,68 % | David Keller                     | 62,14 % |
| 48  | 2022 | Gandia                | Hector Cuadrado    | 67,48 % | Kevin Tran         | 81,68 % | René Dericks                     | 66,03 % |
| 49  | 2023 | Antalya               | Haci Arap Yaman    | 76,34 % | Marvin Heinrich    | 61,98 % | Thomas Ahrens                    | 61,73 % |
| 49  | 2023 | Antalya               | Haci Arap Yaman    | 76,34 % | Marvin Heinrich    | 61,98 % | Sergio Sanchez                   | 54,75 % |
| 50  | 2024 | Ankara                | Baris Çin          | 68,40 % | Michael Hammen     | 72,02 % | Haci Arap Yaman                  | 67,04 % |
| 50  | 2024 | Ankara                | Baris Çin          | 68,40 % | Michael Hammen     | 72,02 % | Sergio Sanchez                   | 62,53 % |
| 51  | 2025 | Florange              | Thomas Ahrens      | 64,59 % | Sergio Sanchez     | 54,38 % | Anthony Marin                    | 61,75 % |
| 51  | 2025 | Florange              | Thomas Ahrens      | 64,59 % | Sergio Sanchez     | 54,38 % | Erik Vervliet                    | 61,25 % |

Quelle: 

## Offizielle Figuren
Offizielle Figuren der CEB:
- Figuren 1 – 024 (PDF; 204 kB)
- Figuren 25 - 042 (PDF; 183 kB)
- Figuren 43 - 054 (PDF; 176 kB)
- Figuren 55 - 068 (PDF; 225 kB)
- Figuren 69 - 080 (PDF; 210 kB)
- Figuren 81 - 092 (PDF; 241 kB)
- Figuren 93 - 100 (PDF; 210 kB)